# Andreas Kuen
Andreas Kuen (Zams, 24 marzo 1995) è un calciatore austriaco, centrocampista del Melbourne City.

## Caratteristiche tecniche
È un esterno destro.

## Carriera

### Club
Cresciuto nelle giovanili del Wacker Innsbruck, ha esordito in prima squadra il 21 luglio 2012 in occasione del match perso 4-0 contro il Rapid Vienna.

### Nazionale
Ha giocato nelle nazionali giovanili austriache Under-17, Under-18 ed Under-19.

## Palmarès
- Campionato australiano: 1

Melbourne City: 2024-2025